# Laloubère
Laloubère is een gemeente in het Franse departement Hautes-Pyrénées (regio Occitanie). De plaats maakt deel uit van het arrondissement Tarbes. Laloubère telde op 1 januari 2022 1.858 inwoners.

## Geografie
De oppervlakte van Laloubère bedroeg op 1 januari 2022 4,05 vierkante kilometer; de bevolkingsdichtheid was toen 458,8 inwoners per km².

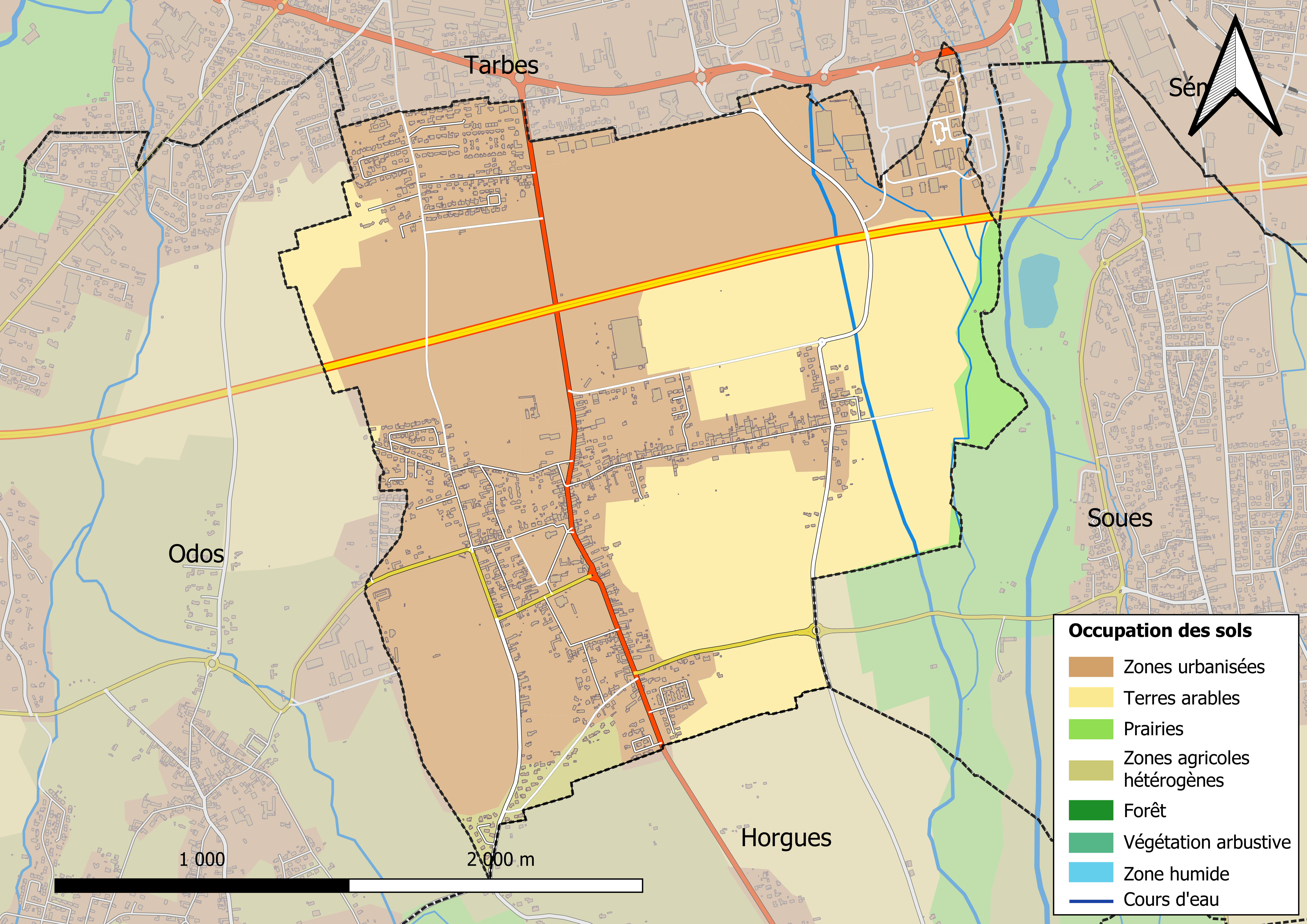
Kaart van de gemeente met belangrijkste infrastructuur, bodemgebruik en omliggende gemeenten

## Demografie
Onderstaande figuur toont het verloop van het inwonertal (bron: INSEE-tellingen).

## Overleden
- Achille Fould (1800-1867), Frans minister